# Kšinná

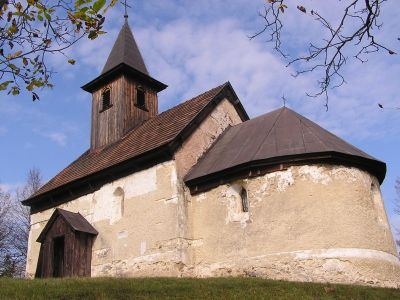
Cosmas en Damianuskerk

Kšinná (Hongaars: Kesnyő) is een Slowaakse gemeente in de regio Trenčín, en maakt deel uit van het district Bánovce nad Bebravou.
Kšinná telt 504 inwoners.